# Каримзода, Саади
Каримзода Саъди Гафор (род.12 августа 1969, Душанбе) — таджикский государственный деятель. Министр сельского хозяйства Республики Таджикистан с 26 января 2022 года по 5 января 2023. Кандидат биологических наук (1997). Указом Президента Республики Таджикистан №213 от 23.07.2021 года награжден медалью «Хизмати шоиста».

## Биография
Каримзода Саъди Гафор родился 12 августа 1969 года в городе Душанбе, в семье государственного служащего. Он успешно окончил среднюю школу № 30 в Душанбе в 1986 году. В том же году поступил в Таджикский аграрный университет. С 1988 по 1989 годы служил в рядах вооруженных сил бывшего Советского Союза.
После окончания университета, в 1992 году, он продолжил свою учебу в аспирантуре Академии наук Республики Таджикистан. После окончания аспирантуры в 1998 году, работая младшим научным сотрудником в Институте физиологии и генетики растений Академии наук Республики Таджикистан, успешно защитил свою диссертацию и получил степень кандидата биологических наук. 
В 2024 году окончил Академию государственного управления при Президенте Республики Таджикистан по специальности политический менеджмент.
Семья
Отец — Каримов Гафор (род. 10 июля 1941 года, умер в 2015 году), кандидат химических наук, доцент, заведующий кафедрой химии Таджикского аграрного университета имени Шириншоха Шотемур (2003-2007).
Мать — Мирзоева Идоятхон (род. 13 июня 1950 года), работала учителем начальных классов (1976 - 2017) в средней школе № 42 города Душанбе, Республика Таджикистан.
Женат, имеет троих детей.

## Карьера
- 1995-1998 гг. - Младший научный сотрудник Института физиологии и генетики растений Академии наук Республики Таджикистан
- 1998—2007 — Агроном немецкой неправительственной организации «Германская Агро Акция» (Deutsche Welthungerhilfe e. V.)
- 2007-2011 гг. - Координатор программ. Японское Агентство международного сотрудничества (JICA) в Таджикистане.
- 2011-2012 гг. - Международный консультант ГУ «Центр управления проектами по урегулированию задолженности хлопководческих хозяйств и устойчивому развитию хлопкового сектора»
- 2012-2020 гг. - Директор Государственного учреждения "Центр управления проектом "Развитие животноводства и пастбищ".
- 2020-2022 гг. - Первый заместитель Министра сельского хозяйства Республики Таджикистан.
- 26.01.2022—05.01.2023 — Министр сельского хозяйства Республики Таджикистан[4][1].

## Примечание
1. 1 2  Указы Президента Республики Таджикистан | НИАТ "Ховар". Дата обращения: 5 января 2023. Архивировано 5 января 2023 года.
2. ↑  Академияи идоракунии давлатии назди Президенти Ҷумҳурии Тоҷикистон. apa.tj. Дата обращения: 17 ноября 2024. Архивировано 11 августа 2023 года.
3. ↑  Таджикский Аграрный Университет имени Шириншох Шотемур - Кафедра химии. www.tajagroun.tj. Дата обращения: 4 апреля 2025. Архивировано 4 апреля 2025 года.
4. ↑  Президенти Тоҷикистон. Фармони Президенти Ҷумҳурии Тоҷикистон дар бораи вазири кишоварзии Ҷумҳурии Тоҷикистон таъин намудани Каримзода С. Ғ. president.tj. Дата обращения: 27 января 2022. Архивировано 27 января 2022 года.

https://moa.tj/ru/direction